# Eimühle
Eimühle ist ein Teilort Weitharts, einer von acht Ortschaften der baden-württembergischen Gemeinde Ostrach im Landkreis Sigmaringen in Deutschland.

## Geographie

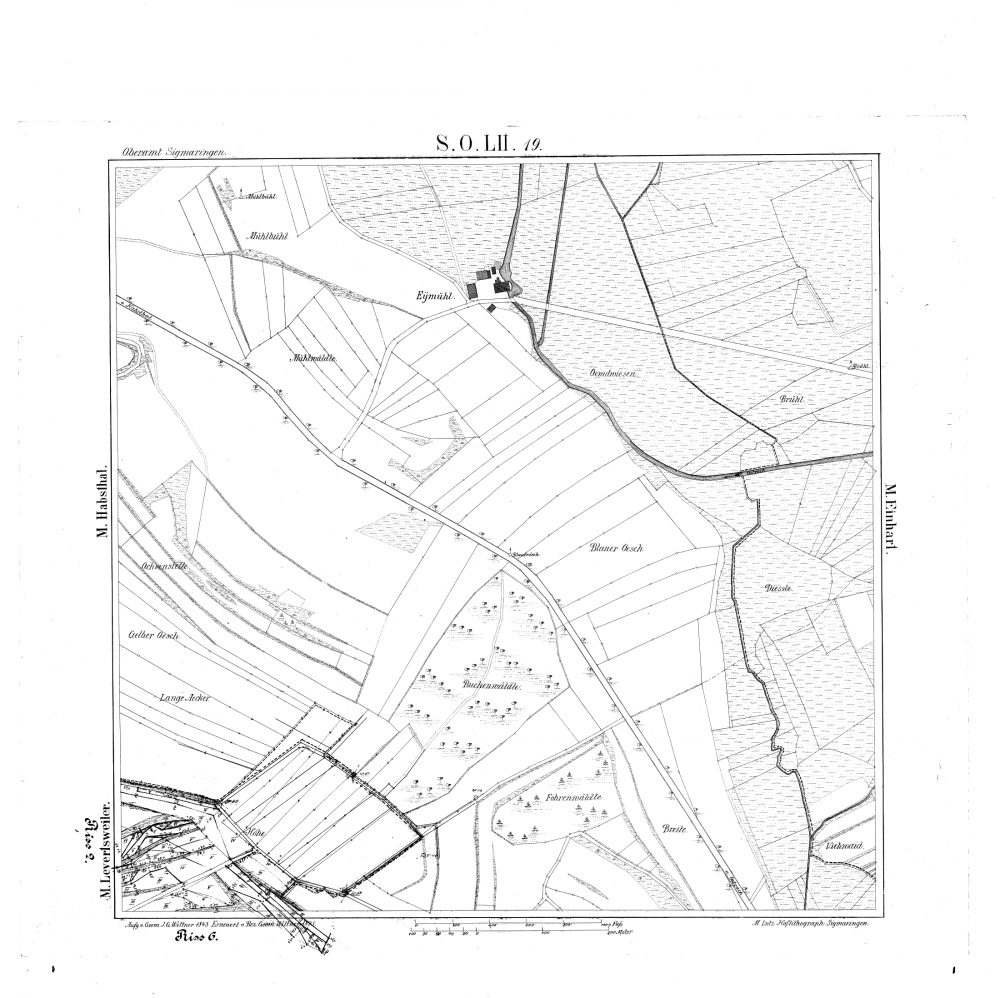
Eÿmühl auf einem Kartenblatt von 1845

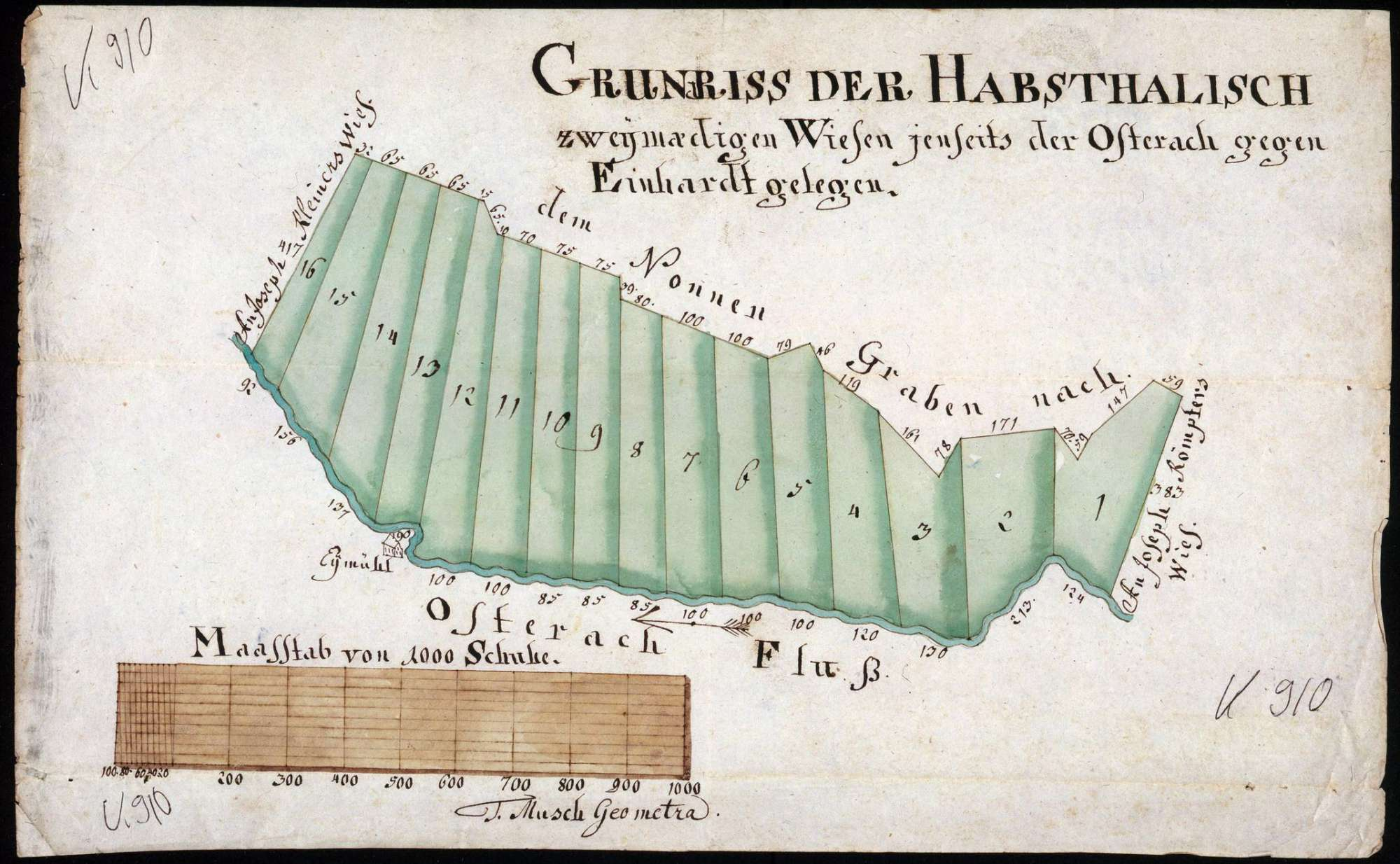
Die Eÿmühl auf einer Karte der „zweimadigen jenseits der Ostrach und gegen Einhart gelegenen Habsthalischen Wiese“

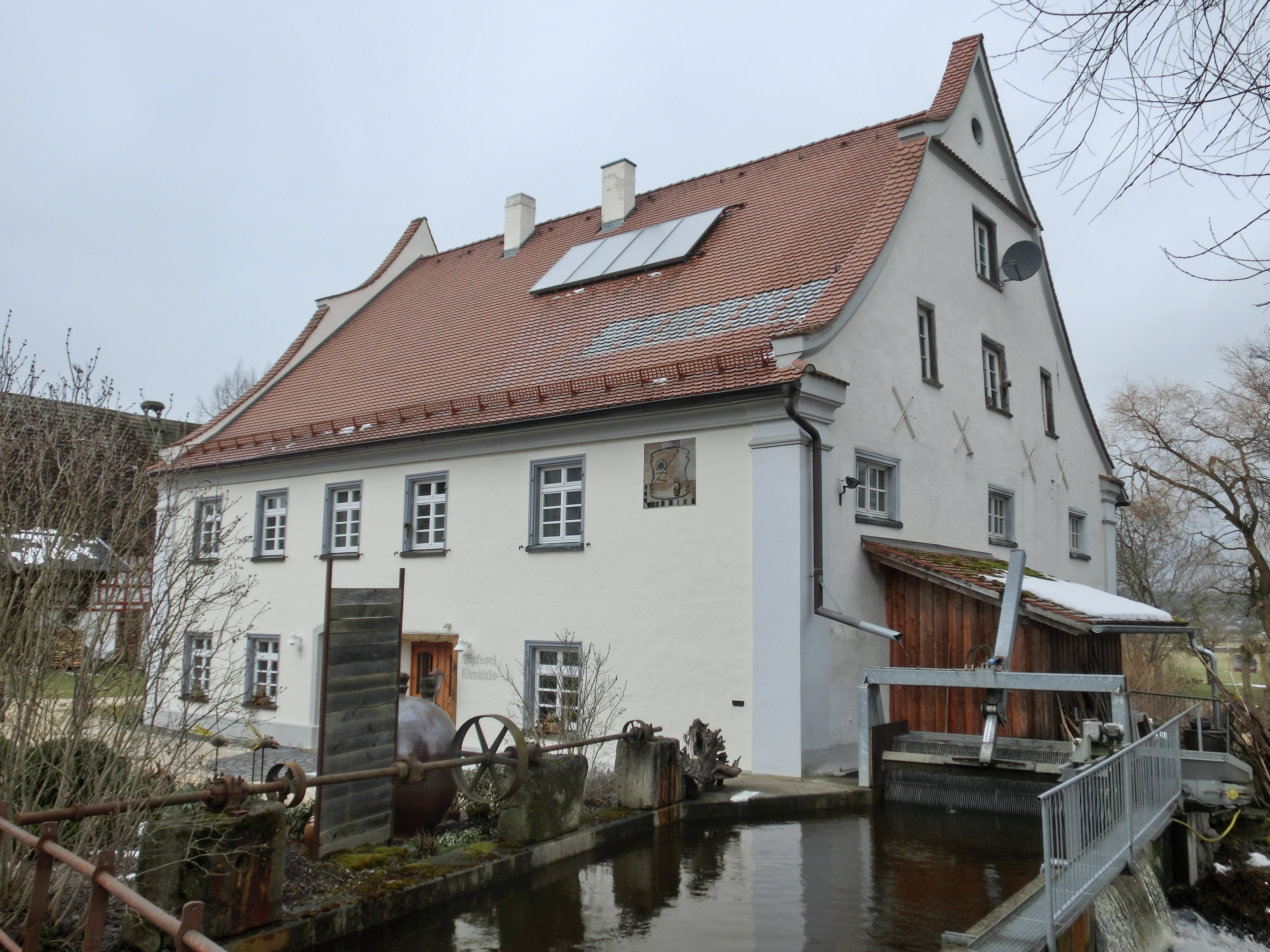
Die Eimühle an der Ostrach

### Geographische Lage
Eimühle liegt im Tal der Ostrach rund 5,6 Kilometer nordwestlich der Ortsmitte Ostrachs zwischen den anderen Teilorten Habsthal im Westen und Einhart im Südosten.

## Geschichte
1281 wird hier erstmals eine Mühle des Klosters Habsthal erwähnt. In Urkunden wird sie auch Aiesmyhl, Aichmihle, Eÿmühl und Eymühle genannt.
Müller und Besitzer der Mühle
- 1675: Müller Hans Jörg Bauknecht
- bis 1781: Müller Knäpple
- ab 1781: Gerold Neher

Von 1839 bis 1981 war die Mühle im Besitz der Familie Burth:
- 1839: Schultheiß und Müller Joseph Burth
- 1903: Joseph Burth
- 1937 bis 1981: Gustav Burth (1905–1983)[3]

Seit 1985 wird das barocke und heute unter Denkmalschutz stehende Mühlengebäude aus dem Jahr 1634 von der Familie Hemberle bewohnt, sie betreibt hier eine Töpferei.

## Sonstiges
Die Eimühle ist eine von über einhundert Mühlen an der „Mühlenstraße Oberschwaben“. Ein kleines Elektrizitätswerk nutzt die Wasserkraft der Ostrach zur Stromerzeugung.